# San Miguel Marcos Pérez
San Miguel Marcos Pérez är en ort i Mexiko.   Den ligger i kommunen San Juan Teposcolula och delstaten Oaxaca, i den sydöstra delen av landet, 270 km sydost om huvudstaden Mexico City. San Miguel Marcos Pérez ligger 2 326 meter över havet och antalet invånare är 232.
Terrängen runt San Miguel Marcos Pérez är lite kuperad, och sluttar norrut. Runt San Miguel Marcos Pérez är det ganska glesbefolkat, med 30 invånare per kvadratkilometer. Närmaste större samhälle är Tamazulapam Villa del Progreso, 19,8 km väster om San Miguel Marcos Pérez. Trakten runt San Miguel Marcos Pérez består i huvudsak av gräsmarker.